# Трегер, Даниил Самуилович
Дании́л Самуи́лович Тре́гер (1883—1961) — директор-полковник связи, изобретатель в области железнодорожного транспорта.

## Биография
Родился в 1883 году в Волынской губернии, происходил из «русских немцев».
Работу на железной дороге начал в 1901 году в Красноярском паровозном депо. С 1910 года работал механиком на железных дорогах, затем — надсмотрщиком службы телеграфа Сибирской железной дороги. В 1921 году Д. С. Трегер совместно с И. П. Логвиненко и С. А. Радзевичем завершил разработку электрожезлового аппарата, применявшегося на железных дорогах СССР с 1924 года до повсеместного внедрения системы полуавтоматической и автоматической блокировки.

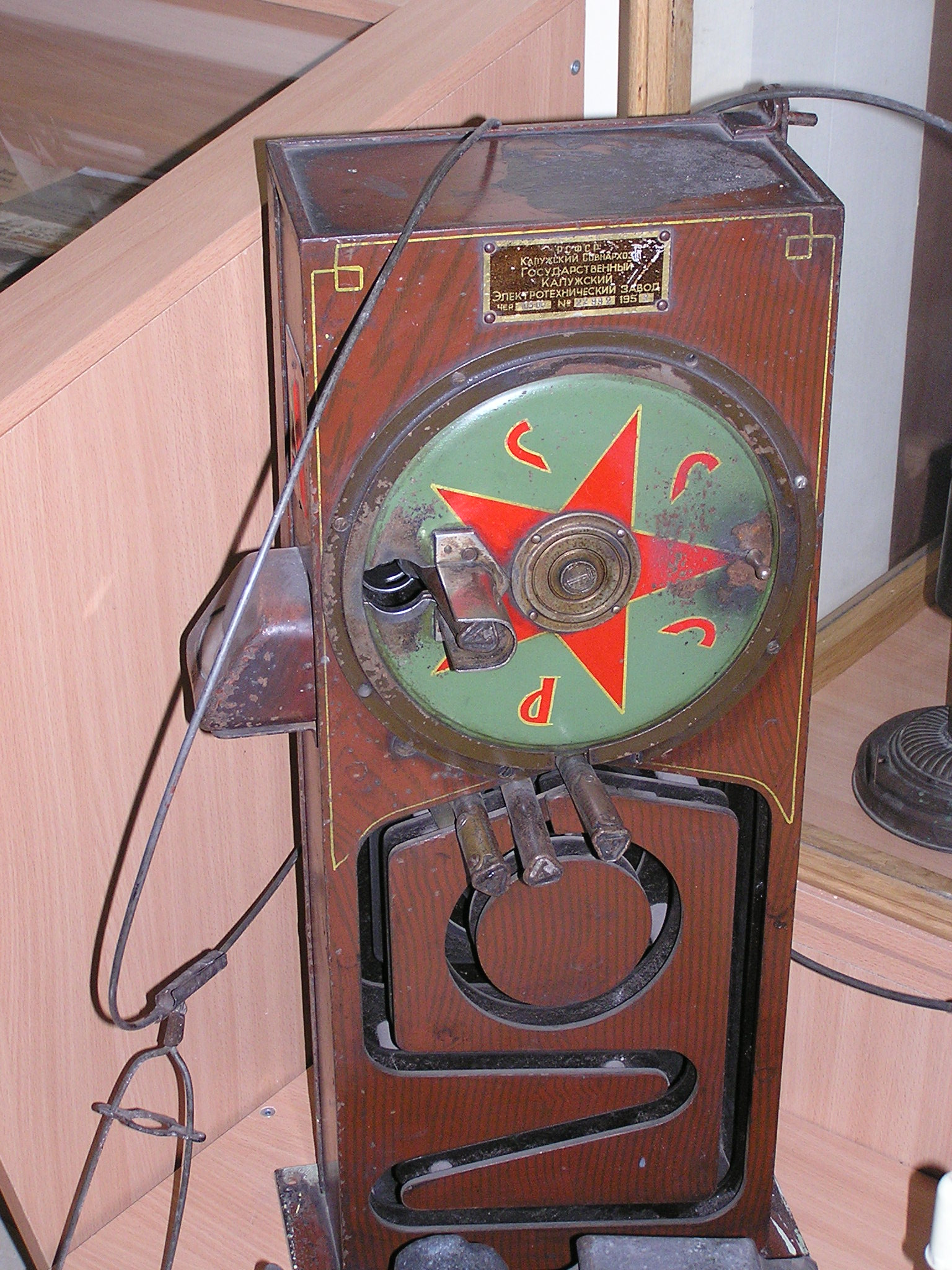
Аппарат системы Трегера в Музее истории и развития Донецкой железной дороги

Впервые аппарат был применён на станции Лосиноостровская Московской железной дороги. Его выпуск был налажен на заводе «Транс-сигнал» в Киеве и подобном предприятии в Саратове. Создание этого отечественного устройства позволило отказаться от закупки электрожезловых аппаратов за границей. Даниил Трегер был членом ВКП(б)/КПСС с 1931 года.
Трегер был также автором ряда других изобретений, в том числе указателя уровня воды в водонапорных сооружениях.
Умер в 1961 году.
В августе 1927 года Д. С. Трегера первым в железнодорожной отрасли наградили орденом Трудового Красного Знамени РСФСР.